# Team GB
Team GB（チームGB）は、1999年からイギリスオリンピック委員会 (BOA) がオリンピックのイギリス選手団に冠しているブランド名である。このブランドは1996年アトランタオリンピック後に作られ、現在は BOA の商標となっている。ブランド名は選手団全体を1つのチームとして指すもので、競技の垣根を超えて用いられる。また名称の簡潔さを利点とし、マーケティング戦略の一角も成している。ブランド名は「グレート・ブリテン」（英: Great Britain）の略称である "GB" を用いており、グレートブリテン島に重きを置いていて北アイルランドなどの他地域は無視されている。このことから "United Kingdom" の略称を用いた "Team UK" に名称変更すべきと主張した批評家もいたが、BOA はこの意見を却下している。

## 歴史
イギリスオリンピック委員会のマーケティング担当理事、マジェナ・ボグダノヴィッツ（英: Marzena Bogdanowicz）は、オリンピックのイギリス選手団（英: The Great Britain and Northern Ireland Olympic team）の公式略称は長たらしいと感じていた。彼女が最初に "Team GB" のコンセプトを思いついたのは1996年から1997年のことで、インタビューで次のように語っている。
「わたしは1996年の大会に行っていて、あの時のロゴはただライオンと輪をあしらったものだったけれど、あの時のわたしたちはそのロゴにふさわしいほど強いブランドではなかった。帰国してから、わたしは長たらしくなくて、チームを感じることのできる何かを求め始めた。色々候補を見て Team GB に辿り着いた」

"I went to the games in 1996 and the logo at the time was just the lion and the rings, but we weren't strong enough as a brand to just be a lion and the rings. So coming back I wanted to find something that was less of a mouthful, and also had that team feel. We looked at the options and came up with Team GB."
このブランド名は1999年に、イギリス知的財産庁へ商標登録されている。

## ブランド戦略
イギリスオリンピック委員会は、「グレートブリテン及び北アイルランドにはひとつのオリンピックチームしかない、それは Team GB だ」 と発表している。
2000年に開かれたシドニーオリンピックでの成功を受け、Team GB のブランドは、ライセンス契約・商業戦略の一角を成した。ボグダノヴィッツはイギリスオリンピック委員会が「イギリスの一般人の心の中に Team GB のブランドが深く刻み込まれる」（英: "cement the Team GB brand in the minds of the British public"）ことを望んでいると述べた。

## 改称を求める声

本来「グレート・ブリテン」とは、イングランド・スコットランド・ウェールズの位置するグレートブリテン島のみを指す言葉である

オリンピックのイギリス選手団の公式名称は "The Great Britain and Northern Ireland Olympic Team"（訳：グレートブリテン及び北アイルランドオリンピックチーム）である。この略称として、イギリスオリンピック委員会 (BOA) のブランドである "Team GB" を使うことは、イングランド・スコットランド・ウェールズの位置するグレートブリテン島のみを特記していて不適切だとの意見が上がった。BOAの選手選考対象だが、自前の国内オリンピック委員会を持ち合わせていない地域の選手を除外しているようだと批判されたのである。ここで言及される地域とは、北アイルランド、いわゆる王室属領（マン島・ジャージー・ガーンジー）、イギリスの海外領土などを指す。
2009年6月、民主統一党の政治家で北アイルランドのスポーツ相を務めていたグレゴリー・キャンベルは、「北アイルランドの人々を事実上外国人として締め出す」このブランド名は変更されるべきだと主張した。キャンベルの後を継いだネルソン・マッコースランドも、このブランド名は改称されるべきだと提案した。また2012年ロンドンオリンピックでは、北アイルランド出身の選手20人のうち、13人がアイルランド代表として出場した。
結局 BOA は愛称を "Team UK" に変更することを拒否したが、これに際して、"Team GB"・"Team UK" のどちらも英国の選手全体を指すには不適切な名称であり、"Team GB" との名称は「IOCコードの GBR と最も符合する効果的な商号だ」と主張した。

## ブランドの受け入れ
"Team GB" のブランドはチームの一体感を作るとされている。ブランド名制定に関わったボグダノヴィッツは、ブランドが使われていなかったアトランタオリンピック（1個）とこのブランドの元に参加したシドニーオリンピック（11個）でのオリンピックのイギリス選手団の金メダル獲得数を挙げて成果を強調している。
コメディアンでコラムニストのデイヴィッド・ミッチェルは、愛称を作って代表チームのイメージを変えた BOA の決断について、「資本主義の最終的勝利」（英: "capitalism's final victory"）で「哀れだ」（英: "pathetic"）としているほか、このブランド名が多くのメダル獲得に繋がったと考えている人は「馬鹿かアスリートを馬鹿だと思っている」（英: "are either morons or they think our athletes are"）とけなした。スコットランドのコラムニスト、ゲリー・ハッサンは、「Team GB は政治形態とは一致しない、絵空事や幻想を表しているようだ」とコメントした。

## ヴィクトリー・パレード
ロンドンオリンピック・パラリンピックの開催を祝し、2012年9月10日に祝賀パレードが開かれた。
このロンドンオリンピックに際しては、BOA による 'Our Greatest Team'（意味：我々の素晴らしきチーム）とのスローガンが用いられた。

## 類似の議論
インターネットの国別コードトップレベルドメインで使用されるISO 3166-1では当初”.gb”がイギリスに割り当てられていたが、1985年に”.uk”が追加されて以降は全くと言って良いほど使用されなくなった。連合王国（United Kingdom）に含まれない王室属領のガーンジーには”.gg”、ジャージーには”.je”、マン島には”.im”がそれぞれ割り当てられている。
連合王国の構成国であるイングランド、ウェールズ、スコットランド、北アイルランドにはISO 3166-1のアルファベット2文字のコードが割り当てられていないが、北アイルランドでは中米のニカラグアに割り当てられた”.ni”が好んで使用されている。かつてはアフリカのセーシェルに割り当てられている”.sc”がスコットランド向けに販売されていた。